# Anthracoceros coronatus
El cálao coronado (Anthracoceros coronatus) es una especie de ave bucerotiforme de la familia Bucerotidae.

## Descripción
El cálao coronado es un ave grande que mide unos 65 cm de largo. Su plumaje es mayormente negro, aunque son blancos su vientre, una mancha en la garganta, los laterales de su cola y el borde de ataque de sus alas. El pico es amarillo con un gran casque negro. Las hembras poseen la piel de la órbita ocular blanca, mientras que en los machos es negra. Los ejemplares juveniles no poseen casque. A veces es confundido con el Anthracoceros albirostris y fue descrito por primera vez por Georges-Louis Leclerc de Buffon en 1780 en Histoire Naturelle des Oiseaux.

## Distribución y hábitat
El cálao coronado es un reproductor residente de la zonas tropicales y subtropicales de la India y Sri Lanka. Su hábitat son los bosques caducifolios verdes y húmedos, a menudo en proximidad de asentamientos humanos.

## Comportamiento y ecología
Esta es una especie omnívora, que se alimenta de frutas, pequeños mamíferos, aves, pequeños reptiles, insectos, etc. Mata a su presa y la come entera sin trozarla. Los higos son un importante alimento, el cual representa el 60 % de su dieta entre mayo a febrero, la época en que no se reproduce; durante el periodo de reproducción, marzo y abril, casi el 75 % de los frutos con los que se provee al nido son higos. También consumen otros frutos, incluido el Strychnos nux-vomica, el cual es tóxico para muchos vertebrados.
La hembra pone dos o tres huevos en el hueco de un árbol, cuyo acceso es bloqueado con una mezcla realizada con barro, deposiciones y pulpa de fruta. Solo se deja una apertura estrecha, de tamaño suficiente para que el macho le pase alimentos a la madre y los pichones. Cuando los pichones se han desarrollado tanto que la madre no cabe en el nido junto con ellos, ella rompe la pared y la reconstruye, posteriormente ambos padres alimentan a los pichones.
Con frecuencia se observan ejemplares de cálao bicorne y cálao coronado en las cercanías de la central nuclear de Kaiga cerca de Karwar. La rica biodiversidad en el bosque en la vecindad de la planta se ha trasformado en un nicho para una amplia variedad de especies de aves raras. Un estudio comparativo de poblaciones que se extendió por más de 23 años en Dandeli no detectó variaciones significativas a lo largo del tiempo en las mismas.